# Emplocia tricolor
Emplocia tricolor là một loài bướm đêm trong họ Geometridae.